# GNOME
GNOME（グノーム、ノーム、GNU Network Object Model Environment）は、Wayland又はX Window System上で動作するデスクトップ環境、またはその開発プロジェクトである。KDEと並んで、広く使われている。
ツールキットにはGTKを採用している。GNUプロジェクトの一部であり、ライセンスについてはGNOMEライブラリはLGPL、アプリケーションはGPLである。
綴りが同じであるgnome（地の精）はノームと発音するが、GNOMEはGNUのそれと同様、グノームと発音する。

## デスクトップ環境

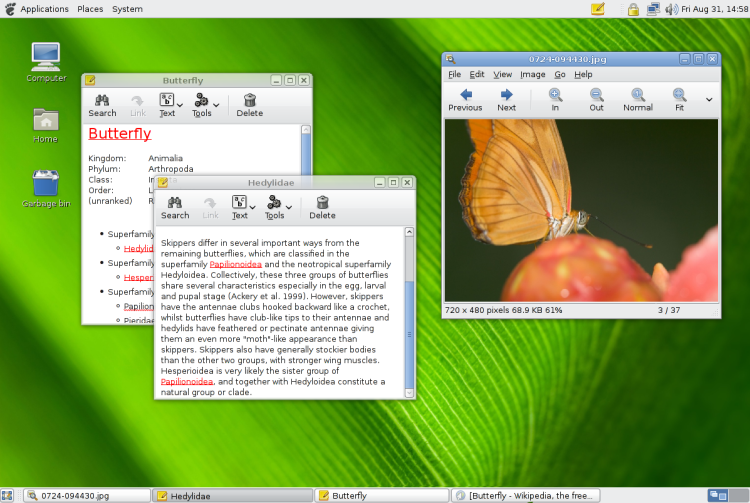
GNOME パネル

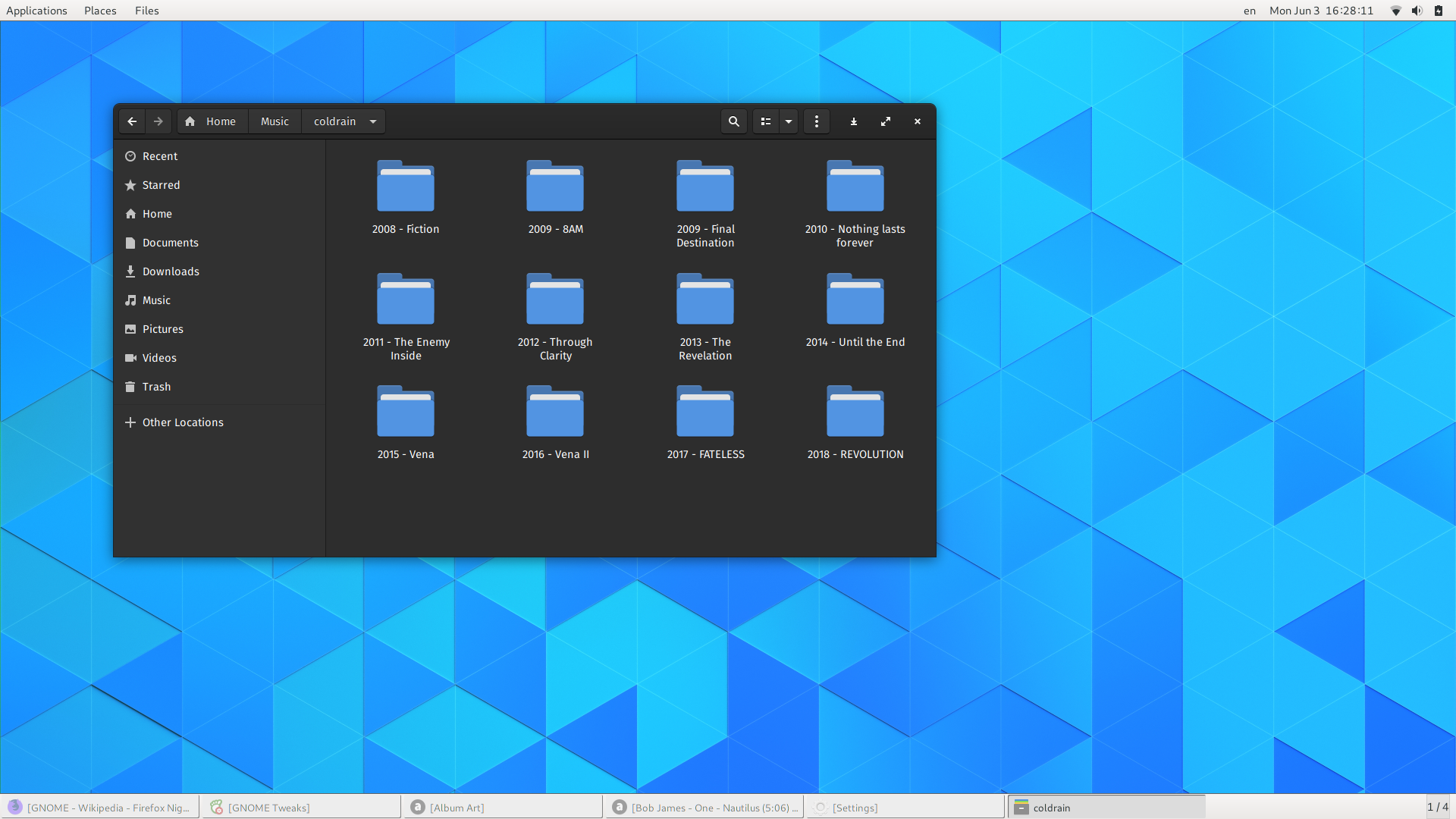
GNOME クラシック

### GNOME Shell
2011年にリリースされたGNOME 3.0のアップデートではGNOMEのデフォルトのユーザインタフェースであったGNOME パネルがGNOME Shellに置き換えられ、今までのデスクトップ環境が一新された。
デスクトップの上に新しいタスクバーがあり、左端にアクティビティ、中央に時計とカレンダー、右端に通知メニューとチャットメニューが表示される。「アクティビティ」をクリックするとアクティビティ・オーバービューが起動される。ポインターを画面の左上の端に動かすだけでも起動されるようになっている。アクティビティ・オーバービューでは、開かれているすべてのウィンドウが表示され、画面の左側にお気に入りのアプリケーション、そして上側には検索バーがあり、インストールされたアプリケーションを検索したり、GoogleやWikipediaでのウェブ検索もできるようになっている。

### GNOME パネル
GNOME 3.0 より前のリリースではGNOME パネルが標準として使われていた。GNOME 3.0以降でも、GNOME パネルは使えるが、GTK2 / bonobo アプレットが使えず、GTK3 / D-Bus パネルを使う必要がある。
Mac風のインタフェースを持つGNOME パネルは、タスク管理をするためにデフォルトでデスクトップの上下にバーを表示するようになっている。上のバーには、左端にメニュー、ランチャ、右端に時計が表示される。下のバーには、アプリケーション毎のウィンドウが表示されるようになっている。バーにはランチャのほかに、パネル・アプレットと呼ばれる常駐型のアプリケーションを追加することができ、これはシステムの状態や天気予報など、さまざまな対象をモニタする目的によく利用される。
その他に利用可能な機能としては、複数のデスクトップ環境を同時に利用可能な仮想デスクトップ機能などを備えている。

## 開発体制
GNOMEプロジェクトは、他の多くのソフトウェアプロジェクトよりも緩い関係を持った組織である。GNOMEアーキテクチャ、GNOMEアプリケーションはそれぞれ独自のバージョンとリリーススケジュールを持つ。ただし、これらは半年ごとのGNOME全体の安定版リリースに合わせて、協調して開発が進められる。2000年に設立されたGNOME Foundationは管理作業やリリースを調整したり、GNOMEに含めるプロジェクトの決定を行なう。また、freedesktop.orgではデスクトップ環境間での知識や技術を共有するために標準的な技術を公開しているが、これらがGNOMEに取りこまれることもある。プロジェクトに関わる開発者が集うGUADECという年次総会がある。

## ユーザビリティ
GNOMEプロジェクトでは、ユーザビリティの原則を定めたガイドライン、GNOME Human Interface Guidelinesに従って開発が進められている。
ここでは、細かすぎるインタフェースはコストが高くなりがちであるとして、注意深く取捨選択することが推奨されている。この点について、リーナス・トーバルズは「ユーザーをバカだと看做すGNOMEの姿勢は根本的に誤りである」として批判している。

## 評価
GNOME 2までは、無数のLinuxディストリビューションで標準となり、安定したデスクトップという評価が高かったが、GNOME 3からは、批判的な意見が多い。Linuxカーネル開発者のリーナス・トーバルズも、デスクトップ環境をXfceに移して批判していた（現在は、GNOME 3に戻っている）。そのため、CinnamonやMATEといったGNOMEからフォークした新しいデスクトップ環境が開発されている。

## 歴史

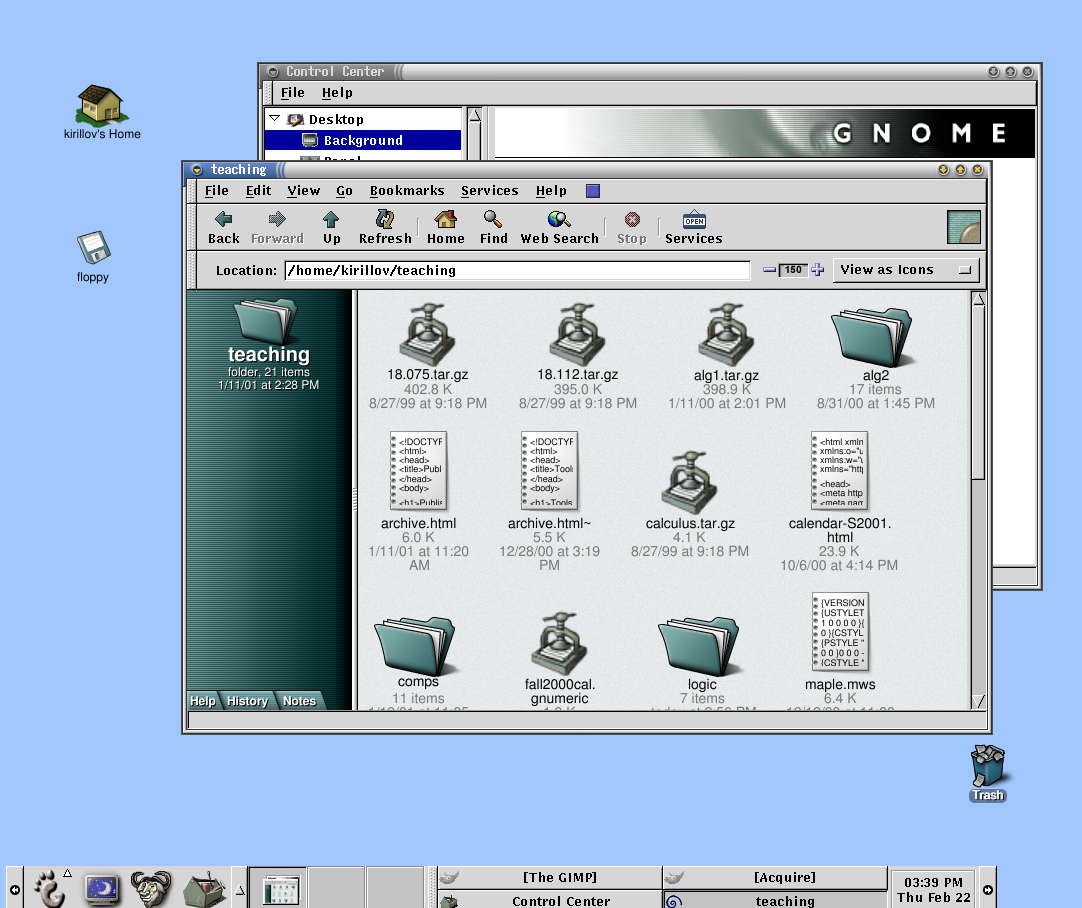
GNOME 1.0

開発当初、GNOMEはライバルのKDEと同じく、Windows風のインタフェースを備えていたが、2.8から先、コアアプリケーションであるファイルを始めとして、徐々にmacOS風のインタフェースを備えるようになった。この変更は賛否を各地で呼んだが、開発は留まること無く続けられている。
なお、GNOMEのバージョンは偶数バージョンのリリース版の他に、開発者向けとみられる奇数バージョンがある。半年ごとに新バージョンがリリースされる。
- 1997年8月 - ミゲル・デ・イカザとフェデリコ・メーナがGNOMEの開発を開始。1996年10月に開発が始められたKDEに触発されたものと言われている。
- 1999年3月 - 1.0 - 最初のメジャーリリース
- 1999年10月 - ミゲル・デ・イカザとナット・フリードマンによりInternational Gnome Support社（後にHelix Code、さらにその後Ximianと改名）が設立。就業を希望するGNOMEハッカーを次々と雇用し商業化を果たす。
- 2000年5月 - 1.2 - "Bongo"
- 2000年8月 - GNOME Foundation設立
- 2001年4月 - 1.4 "Tranquility"
- 2001年7月 - GNOMEアプリケーションの生産性の向上を掲げ、MONOがオープンソースにて公開。
- 2002年6月 - 2.0 - GTK+2ベースへのアップグレード
- 2003年2月 - 2.2 - マルチメディア(GStreamerの採用)とファイルマネージャの向上。
- 2003年3月 - MonoDevelop公開。SharpDevelopというWindowsに依存したオープンソースの.NET Framework統合開発環境をWindows FormsからGTK#に移植。
- 2003年9月 - 2.4 - Epiphany、アクセシビリティサポート
- 2004年3月 - 2.6 - Nautilusがスペーシャルモードヘ移行、新しいGTKファイルダイアログの採用。
- 2004年9月 - 2.8 - リムーバブルドライブ周辺の改良、Evolutionの追加
- 2005年3月 - 2.10 - メモリ消費量やパフォーマンスの改良、新しいアプレットやTotem・Sound Juicerの追加
- 2005年9月 - 2.12 - Nautilusの改良、Evinceドキュメントビューア・メニューエディタ等の追加。cairoを使った GTK+2.8ベースに。
- 2006年3月 - 2.14 - パフォーマンスの改善、検索の強化、Ekigaビデオ会議ソフトや管理ツールPessulusの追加。
- 2006年9月 - 2.16 - Tango Desktop Projectの成果の取り込み、ノートパソコン向けのパワーマネジメントツールの追加、Nautilusの改良
- 2007年3月 - 2.18 "Simply Beautiful" - ゲームアプリの追加、中国語・日本語の縦書きのサポート、キー管理アプリケーションSeahorseの追加
- 2007年9月 - 2.20 - 右から左へ記述する言語のサポートを改善、Evolutionの改良
- 2008年3月 - 2.22 - ウェブカメラソフトCheeseの追加、世界時計、マウスの操作性に関する改良、ユーザ空間の仮想ファイルシステムGVfs
- 2008年9月 - 2.24 - Maemo・LiMo・ALP等の各種モバイルプラットフォームへの対応、モバイル向けウィンドウマネージャMatchboxの追加、インスタントメッセンジャーソフトEmpathyの追加、Nautilusへのタブ機能の追加、サウンドテーマ対応、画面解像度管理の改良
- 2009年3月 - 2.26 - CD/DVD書き込みソフトBraseroの拡張、シンプルなファイル共有プラグイン、マルチモニタとプロジェクタのサポート、PulseAudioに統合されたボリュームコントロール

### リリース（これまでの公開版）
以下は、これまでに公開された主な安定版である。ユーザガイドやリリースノートには、それぞれの特徴が詳細にまとめられてある。
- GNOME 1.0 - 1999年3月3日[11]
- GNOME 1.2 - 2000年5月[12]
- GNOME 1.4 - 2001年4月[13]
- GNOME 2.0 - 2002年6月[14]　リリースノート
- GNOME 2.2 - 2003年2月6日 リリースノート
- GNOME 2.4 - 2003年9月[15]　リリースノート
- GNOME 2.6 - 2004年3月31日 リリースノート
- GNOME 2.8 - 2004年9月[16]　リリースノート
- GNOME 2.10 - 2005年3月[17]　リリースノート
- GNOME 2.12 - 2005年9月　リリースノート
- GNOME 2.14 - 2006年3月　リリースノート
- GNOME 2.16 - 2006年9月[18]　リリースノート
- GNOME 2.18 - 2007年3月[19]　リリースノート
- GNOME 2.20 - 2007年9月19日[20]　リリースノート
- GNOME 2.22 - 2008年3月12日[21]　リリースノート
- GNOME 2.24 - 2008年9月24日[22]　リリースノート
- GNOME 2.26 - 2009年3月18日[23]　リリースノート
- GNOME 2.28 - 2009年9月23日[24]　リリースノート
- GNOME 2.30 - 2010年3月31日[25]　リリースノート
- GNOME 2.32 - 2010年9月29日　リリースノート
- GNOME 3.0 - 2011年4月6日　リリースノート
- GNOME 3.2 - 2011年9月28日　リリースノート
- GNOME 3.4 - 2012年3月28日　リリースノート
- GNOME 3.6 - 2012年9月26日　リリースノート
- GNOME 3.8 - 2013年3月27日　リリースノート
- GNOME 3.10 - 2013年9月25日　リリースノート
- GNOME 3.12 - 2014年3月26日　リリースノート
- GNOME 3.14 - 2014年9月　リリースノート
- GNOME 3.16 - 2015年3月　リリースノート
- GNOME 3.18 - 2015年9月　リリースノート
- GNOME 3.20 - 2016年3月　リリースノート
- GNOME 3.22 - 2016年9月　リリースノート
- GNOME 3.24 - 2017年3月　リリースノート
- GNOME 3.26 - 2017年9月　リリースノート
- GNOME 3.28 - 2018年3月　リリースノート
- GNOME 3.30 - 2018年9月　リリースノート
- GNOME 3.32 - 2019年3月　リリースノート
- GNOME 3.34 - 2019年9月　リリースノート
- GNOME 3.36 - 2020年3月　リリースノート
- GNOME 3.38 - 2020年9月　リリースノート
- GNOME 40 - 2021年3月　リリースノート
- GNOME 41 - 2021年9月　リリースノート
- GNOME 42 - 2022年3月　リリースノート
- GNOME 43 - 2022年9月　リリースノート
- GNOME 44 - 2023年3月　リリースノート
- GNOME 45 - 2023年9月　リリースノート
- GNOME 46 - 2024年3月　リリースノート
- GNOME 47 - 2024年9月　リリースノート
- GNOME 48 - 2025年3月　リリースノート

重要なリリースのスクリーンショット
- GNOME 1, 1999年3月
- GNOME 2.6, 2004年3月
- GNOME 2.20, 2007年9月
- GNOME 2.30, 2010年3月
- GNOME 3.0, 2011年4月

## GNOMEアーキテクチャ
- Bonobo - コンポーネントモデル
- GTK - GUIツールキット
- Mono
  - GTK#
  - MonoDevelop - 統合開発環境
- ATK - アクセシビリティツールキット
- gnome-print - 印刷ライブラリ
- GnomeVFS - 仮想ファイルシステム
- GConf - Windowsのレジストリに相当する、デスクトップのオプション管理システム
- GStreamer - マルチメディアフレームワーク

## GNOMEアプリケーション
- GNOME Office 以下の3ソフトウェアから構成される。
  - AbiWord - ワードプロセッサ
  - Gnumeric - 表計算ソフト
  - GNOME-DB - データベース
- Anjuta - 統合開発環境
- Banshee、Rhythmbox、ビデオ - メディアプレーヤー
- Beagle - デスクトップ検索
- Brasero - ライティングソフト
- Dasher - コンピュータアクセシビリティツール
- Dia - ダイアグラムエディタ
- Ekiga - インターネット電話クライアント
- Evince - ドキュメントビューワ
- Evolution - Personal Information Manager
- Galeon - ウェブブラウザ
- gedit - テキストエディタ
- GnomeBaker - ライティングソフト
- GNOME 端末 - 端末エミュレータ
- GnuCash - 財務管理（金銭管理）ソフト
- nano - テキストエディタ
- Pan - ニュースリーダ
- Web - ウェブブラウザ
- Sound Recorder - サウンドレコーダー
- ファイル - ファイルマネージャ

### 構成要素
- ランチャー・パネル・ウィンドウの管理
  - GNOME パネル (GNOME 2)
  - GNOME Shell (GNOME 3)
- ウィンドウマネージャ
  - Metacity (GNOME 2)
  - Mutter (GNOME 3)